# Сырымбет (Северо-Казахстанская область)
Сырымбет (каз. Сырымбет) — село в Айыртауском районе Северо-Казахстанской области Казахстана. Административный центр Сырымбетского сельского округа. Код КАТО — 593249100.

## География
Расположено около озера Кудымколь, Жетыколь, Сулукуль, Акбас.

## История
Известный казахский учёный-просветитель Чокан Валиханов проводил свое детство и юные годы в Сырымбете. С вершины сопки Сырымбет он смотрел на далекие края унылой, покрытой тьмой густого тумана казахской степи. Здесь он развивал свои мысли, как пронести по этой степи факел просвещения.
Сопка Сырымбет состоит из двух сопок-близнецов. От них на несколько километров на восток тянется невысокий гребень, покрытый сине-зелеными лесами разных пород, которые тянутся более ста километров. У подножья сопки Сырымбет находятся озера Кумдыколь, Жетыколь, Сулукуль, Акбас и другие. Такое редкостное сочетание природы сделало Сырымбет привлекательным и веками он воспевался устами акынов.
В красующихся рощах, среди жемчужных цветов Сырымбет родились и росли выдающиеся казахские композиторы-акыны: Акан-Сере и Биржан-Сал. Немного об истории села Сырымбет. До октябрьской революции у подножья сопки Сырымбет находился аул Чингиза Уалиханова, состоявший из 10-15 дворов близких родственников и сыновей Чингиза. Этот аул называется — Торе-аул — по служебному титулу Чингиза, что означало — аул-правителя. В центре аула располагался дом Чингиза: сосновый покрытый тесом. Простой народ называл его — Орда — дворец. В ауле находилась мечеть, где благочестивые мусульмане аккуратно, пять раз, читали намаз. Также имелось медресе, где обучались дети аула.
Основным источником экономики было скотоводство. Земледелие же начало зарождаться накануне октябрьской революции. Землю обрабатывали однолемешными плугами на быках, сеяли вручную, жали серпами, молотили цепями. В 1927 году объединились в товарищество общего землепользователя (ТОЗ). Им оказывалось громадная материальная помощь: под долгосрочный кредит отпускались сельхозмашины, транспортные средства. Выгодность крупного коллективного хозяйства практически стало очевидным, массы повернулись к коллективному хозяйству. Уже в 1929—1930 гг. появилась необходимость перехода от ТОЗа к колхозам — более крупной ступеньки социалистического хозяйства.
С весны 1928 г. развернулось строительство районного центра, именовавшегося Казгородком. На скорое окончание этого будущего культурного центра были мобилизованы людские и транспортные ресурсы, половина нынешней, то есть бывшей Кокчетавской области. Не считая подсобных рабочих, в строительстве принимали участие более 300 квалифицированных мастеров. Более чем на 2-х с половиной тысяч подводах беспрерывно подвозили строительные материалы. Темп строительство был такой молниеносный, что за одно лето село было сдано в эксплуатацию. Два современных корпуса школы, главный корпус школы-интерната говорили сами за себя. К осени Казгородок насчитывал 750 дворов.
В 1930 году посевная площадь колхоза составила 125 га. В 1934 году колхоз вошел в зону обслуживания Лавровской МТС, на полях Казгородка появились первые трактора. Первые механизаторы в тот период были Султангазин Сабран и Мухамбеталин Нурмухан.
Если в 1929 году в нашей школе учащихся насчитывалось в порядке двух-трех десятков, то в 1961 году в средней школе, где обучение велось на двух языках, насчитывалось более 1000 учащихся. Могу сказать с гордостью, что из стен нашей школы вышли выдающиеся люди, которыми гордится вся наша республика. Это бывшие Министр образования Балахметов Б., автор монумента Независимости и Герба РК Шота Уалиханов, Председатель Президиума Верховного Совета Каз. ССР Байкен Ашимов, первый секретарь обкома партии Ауельбеков Еркин, бывший аким нашего района Абулкаиров Армия.
В 1966 году Указом Президиума Верховного Совета Каз. ССР Казгородок был переименован в село Сырымбет. В данное время в селе функционируют учреждения: средняя школа, музей, сеть магазинов, мельница. На земле работают несколько крестьянских хозяйств.

## Достопримечательность
Близ села расположен памятник архитектуры республиканского значения — историко-этнографический музей имени Шокана Уалиханова. Включает в себя музей Ш. Уалиханова и усадьбу бабушки Айганым.

## Население
В 1999 году население села составляло 719 человек (371 мужчина и 348 женщин). По данным переписи 2009 года, в селе проживало 635 человек (337 мужчин и 298 женщин).